# Stanko Vraz
Stanko Vraz (Cerovec kraj Ljutomera, 30. jun 1810 — Zagreb, 20. maj 1851) je bio slovenački i hrvatski književnik.

## Biografija
Rodio se kao najmlađi sin imućnijeg seljaka, slobodnjaka, Josipa Frasa iz Cerovca. Krsno ime mu je bilo Jakob (Jakov). Tek kasnije, kao književnik, promenio je 1835. godine ime i prezime: od Jakov Fras Cerovac, u Stanko Vraz Ilir.
Osnovnu školu završio je u Ljutomeru, gde mu je ujak Mihovil Jaklin bio župnik. Pohađao je nemačku gimnaziju u Mariboru. Studirao je od 1830−1838. godine i to neredovno filozofiju i pravo u Gracu, ali je završio samo filozofiju, jer se više bavio izučavanjem stranih jezika i književnosti nego stručnim studijama.
Po Kranjskoj i Štajerskoj je skupljao od 1833. godine slovenačke narodne pesme, koje će kasnije objaviti u Zagrebu. Upoznao se sa Ljudevitom Gajom 1830. godine i oduševio za ilirski pokret narodnog preporoda. Objavio je u zagrebačkoj "Danici" 1835. godine pesmu "Stana i Marko", pisanu mešavinom kajkavskog i štokavskog dijalekta. Potpisivao se kao pesnik u zagrebačkoj "Danici ilirskoj" 1837. godine, kao "Ilir iz Štajera". Svoju pesničku zbirku "Đulabije ljubezne ponude za Ljubicu" (1840), posvetio je svom pobratimu Ljudevitu Vukotinoviću izdavaču (1836−1838). Ljubica Kantilić je bila devojka iz Samobora, u koju se on zaljubio 1836. godine. Preselio se definitivno 1838. godine iz Austrije u Zagreb, i uključio u Ilirski pokret. Bio je sekretar Matice ilirske u Zagrebu, do smrti od sušice (tuberkuloze) u proleće 1851. godine. Na sahrani mu je održao govor Andrija Torkvat Brlić.
Po svojoj raznovrsnoj delatnosti (pesnik, kritičar, putopisac, prevodilac), Vraz je jedan od najistaknutijih iliraca i prvi hrvatski profesionalni književnik. 1842. godine zajedno sa Vukotinovićem i Rakovcem izdaje kritički časopis "Kolo". Začetnik je hrvatske književne kritike. U kritici se bori za evropski kriterijum i protiv diletantizma, a za književno je stvaranje tražio da se oslanja na tekovine narodne i slavenske književnosti.
Najvredniji deo njegovog rada je ljubavna lirika. Kao pesnik Đulabija i niza soneta Sonak i istina, on unosi u hrvatsku liriku svež, lak izraz, nasuprot deklamacijama i retorici, što je prevladavalo u pesmama većine iliraca. U satirama i epigramima ismejava nedostatke društvenog i književnog života, posebno utilitarizam i dletantizam patetičnih tamburaša i budničara. Njegova lirika inspirirana je romantičnom erotikom u stilu i u modi njegova doba, posvećenom imaginariom ljubavnim idealima.
Objavio je marta 1839. godine pesmu "Djulabije" (na ćirilici), u budimskom književnom časopisu "Srbska novina...". Bio je od 1848. godine "korespondentni" (dopisni) član beogradskog Društva Srpske slovesnosti.